# Поповка (Глебенское сельское поселение)
Попо́вка — деревня в Краснохолмском районе Тверской области. Относится к Глебенскому сельскому поселению. В 2006—2012 годы входила в состав Утеховского сельского поселения, до 2006 года была центром Прудского сельского округа.
Находится в 15 км к северо-востоку от районного центра города Красный Холм.

## Население
| год           | 1859 | 1889 | 1920 | 1997 | 2002 | 2010 |
| ------------- | ---- | ---- | ---- | ---- | ---- | ---- |
| число жителей | 204  | 261  | 373  | 138  | 92   | 46   |

## История
Во второй половине XIX — начале XX века деревня относилась к Прудскому приходу и Прудской волости Весьегонского уезда Тверской губернии. В 1889 году — 44 двора, 261 житель, кроме сельского хозяйства жители занимаются лесозаготовкой, торговлей лесом и дровами..
По переписи 1920 года в селе 71 двор, 373 жителя. В 1940 году деревня в состае Прудского сельсовета Краснохолмского района Калининской области.
В 1997 году в деревне 48 хозяйств, 138 жителей, здесь администрация Прудского сельского округа, центральная усадьба колхоза им. Мичурина, начальная школа, детсад, ДК, библиотека, фельдшерско-акушерский пункт, отделение связи, магазин.